# In Sachen Liebe
In Sachen Liebe ist eine US-amerikanische romantische Filmkomödie aus dem Jahr 1997, in der zwei von ihren Partnern verlassene Menschen eine Zweckgemeinschaft bilden, um sich an ihren Expartnern zu rächen.

## Handlung
Die Lehrerin Linda verlässt für zwei Monate ihren als Astronom arbeitenden Freund Sam und zieht nach New York. Nach dieser Zeit kommt jedoch nicht sie zurück, sondern ein Brief, der Sam das Ende der Beziehung verkündet. Sam folgt Linda nach New York und muss feststellen, dass ein anderer Mann seinen Platz eingenommen hat: Antoine, ein französischer Restaurantbesitzer. In einem Antoines Wohnung gegenüberliegenden verlassenen Haus richtet sich Sam ein und beobachtet die beiden, um bei sich bietender Gelegenheit Linda zurückerobern zu können. 
Nach wenigen Tagen begegnet ihm die Fotografin Maggie, die davon besessen ist, sich an ihrem Ex-Verlobten Antoine zu rächen. Sie verlegt Wanzen in der Wohnung Antoines, um das Pärchen abhören zu können. Gemeinsam schauen sie und Sam Antoine und Linda von nun an bei ihrem Leben in der Wohnung zu und planen ihre nächsten Rache-Schritte.
Sie lassen einen Straßenkünstler seinen Affen mit Lippenstift bemalen und auf den ahnungslos vorbeigehenden Antoine springen. Als Linda am Abend Lippenstiftspuren auf Antoines Hemd findet, kann er sie jedoch beruhigen. Kurze Zeit später wird Antoine von Kindern mit Wasserpistolen bespritzt – in das Wasser hatten Maggie und Sam zuvor Parfüm gemischt. Linda wird misstrauisch und lässt sich nur schwer überzeugen, dass der Parfümduft von einem Kinderstreich und nicht von einer anderen Frau herrührt.
Maggie beschließt, Antoine auch beruflich und finanziell zu schaden. Sie stiehlt seine Kreditkarte und räumt sein Konto leer. Gemeinsam mit Sam, der sich in Antoines Restaurant als Tellerwäscher schmuggelt, verteilt sie Kakerlaken im Essensraum, als dort gerade ein angesehener Restaurantkritiker speist. Antoines Restaurant wird von der Gesundheitsbehörde geschlossen, doch Linda steht zu ihm – Antoine macht ihr einen Heiratsantrag. Als Maggie und Sam schon aufgeben wollen, findet Linda bei Antoine einen Damenslip, den Maggie zuvor in der Wohnung versteckt hatte. Sie verlässt Antoine und zieht in ein Hotel.
Über die gemeinsamen Aktionen sind sich Sam und Maggie nähergekommen. Sie haben sogar miteinander geschlafen – in Antoines und Lindas Bett bei deren Abwesenheit – doch will Sam nun Linda zurückgewinnen. Er trifft sich mit Linda und beide verabreden sich für den Abend, wo Sam vor Lindas Hotel prompt auf Antoine trifft, der seinen ehemaligen Tellerwäscher nun als einzigen Freund ansieht und mit auf seine Wohnung nimmt. Beide trinken zusammen, was Maggie von der gegenüberliegenden Wohnung beobachtet. Als beide Männer über ihrem Trinken eingeschlafen sind, schleicht sich Maggie in Antoines Wohnung und verteilt dort schimmelige Erdbeeren, auf die ihr Ex allergisch ist. Am nächsten Tag hat Antoine Ausschlag am ganzen Körper. Durch einen Unfall, an dem Sam schuld ist, bricht sich Antoine kurze Zeit später beide Arme, muss einen Oberkörpergips tragen und kann sich nicht kratzen. Sam und Maggie erkennen, dass sie sich genug gerächt haben.
Sam erklärt Linda alle ihre Taten und sie reagiert wütend. Maggie hat erfahren, dass Antoine sie wirklich sehr mochte, jedoch nie liebte und sie daher  aus Ehrlichkeit verlassen hat. Sie und Antoine beschließen, quitt zu sein. Linda kehrt zu Antoine zurück. Sam verlässt New York und fliegt nach Hause, sieht im Flugzeug jedoch eine Folge der Serie Lassie – und kehrt zu Maggie zurück, weil er erkannt hat, dass sie ihm mit ihrem Verhalten nur ihre Liebe zeigen wollte. Am Ende fallen sich beide in die Arme und küssen sich.

## Kritik
„Eine verhaltene Liebeskomödie mit wundervollen visuellen Gags; dennoch werden die Erwartungen letztlich enttäuscht, da die Geschichte zu sehr unter ihren vielen Unglaubwürdigkeiten leidet.“

## Hintergrund
Der Film spielte in den Kinos der USA ca. 34,7 Millionen US-Dollar ein.